# Suta
Suta era un districte hurrita situat al nord o nord-oest de la capital, Washukanni. Com que no es coneix la situació exacta de Washukanni, tampoc se sap on era Suta.
El rei Subiluliuma I no va poder conquerir Washukanni en les seves expedicions contra Mitanni cap a l'any 1340 aC i es va haver de limitar a saquejar el districte de Suta.